# Waco (Missouri)
Waco è un comune degli Stati Uniti d'America, situato nello Stato del Missouri, nella contea di Jasper.

## Storia
Waco è stata costruita nel 1875.Il nome della città è probabilmente un trasferimento dal ben più noto Waco del Texas. Un ufficio postale chiamato Waco è stato in funzione dal 1878 alla chiusura avvenuta all'inizio degli anni 2000.